# Tour de Omán 2023
La 12.ª edición del Tour de Omán se disputó entre el 11 y el 15 de febrero de 2023 en territorio omaní con inicio en la ciudad de Rustaq y final en la montaña Jebel Akhdar. La carrera consistió de un total de cinco etapas y recorre una distancia de 830,4 kilómetros.
La carrera formó parte del UCI ProSeries 2023, calendario ciclístico mundial de segunda división, dentro de la categoría UCI 2.Pro y fue ganada por el estadounidense Matteo Jorgenson del Movistar. Completaron el podio, como segundo y tercer clasificado respectivamente, el belga Mauri Vansevenant del Soudal Quick-Step y el francés Geoffrey Bouchard del AG2R Citroën.

## Equipos participantes
Tomaron parte en la carrera 18 equipos: 9 de categoría UCI WorldTeam invitados por la organización, 6 de categoría UCI ProTeam, dos de categoría Continental y el equipo nacional omaní. Formaron así un pelotón de 124 ciclistas de los que acabaron 116. Los equipos participantes fueron:
| WorldTeams (9)- AG2R Citroën Team - Arkéa-Samsic - Astana Qazaqstan Team - Bora-Hansgrohe - Cofidis - Intermarché-Circus-Wanty - Movistar Team - Soudal Quick-Step - UAE Team Emirates ProTeams (7)- Bingoal WB - Burgos-BH - Equipo Kern Pharma - Human Powered Health - Israel-Premier Tech - Lotto Dstny - Uno-X Pro Cycling Team Equipos continentales (2)- Terengganu Polygon Cycling Team - JCL Team Ukyo Equipo nacional- Omán |
| |

## Recorrido
El Tour de Omán dispuso de cinco etapas para un recorrido total de 891 kilómetros.
| Etapa     | Fecha     | Recorrido                                       | type                   | Distancia (km) | Desnivel (m) | Ganador           | Líder            |
| --------- | --------- | ----------------------------------------------- | ---------------------- | -------------- | ------------ | ----------------- | ---------------- |
| 1.ª etapa | 11 de feb | Rustaq – Oman Convention and Exhibition Centre  | etapa llana            | 147,4          | 807 m        | Tim Merlier       | Tim Merlier      |
| 2.ª etapa | 12 de feb | Complejo Deportivo del Sultan Qaboos – Qurayyat | etapa de media montaña | 174            | 2051 m       | Jesús Herrada     | Jesús Herrada    |
| 3.ª etapa | 13 de feb | Al Khobar – Jabal Haat                          | etapa escarpada        | 152            | 1584 m       | Matteo Jorgenson  | Matteo Jorgenson |
| 4.ª etapa | 14 de feb | Izki – Yitti Hills                              | etapa escarpada        | 205            | 1447 m       | Diego Ulissi      | Matteo Jorgenson |
| 5.ª etapa | 15 de feb | Samail – Sierra de Jabal Akhdar                 | etapa de media montaña | 152            | 1970 m       | Mauri Vansevenant | Matteo Jorgenson |

## Desarrollo de la carrera

### 1.ª etapa
| Rustaq - Oman Convention and Exhibition Centre | etapa llana | (147,4 km) |

| \| Clasificación de la etapa \| Clasificación de la etapa \| Clasificación de la etapa \| Clasificación de la etapa \| Clasificación de la etapa \| \| Ciclista \| Ciclista \| Equipo \| Tiempo \| \| \| ------------------------- \| ------------------------- \| ------------------------- \| ------------------------- \| ------------------------- \| \| 1.º \| Tim Merlier \| Soudal Quick-Step \| 3 h 31 min 00 s \| \| \| 2.º \| David Dekker \| Arkéa-Samsic \| + 0 s \| \| \| 3.º \| Axel Zingle \| Cofidis \| + 0 s \| \| \| 4.º \| Arne Marit \| Intermarché-Circus-Wanty \| + 0 s \| \| \| 5.º \| Kristoffer Halvorsen \| Uno-X Pro Cycling Team \| + 0 s \| \| \| 6.º \| Pascal Ackermann \| UAE Team Emirates \| + 0 s \| \| \| 7.º \| Matthew Walls \| Bora-Hansgrohe \| + 0 s \| \| \| 8.º \| Alexander Salby \| Bingoal WB \| + 0 s \| \| \| 9.º \| Max Kanter \| Movistar Team \| + 0 s \| \| \| 10.º \| Rüdiger Selig \| Lotto Dstny \| + 0 s \| \| |                      |                          |                 |
| |                      |                          |                 |
| Fuente: ProCyclingStats |                      |                          |                 |
| Clasificación de la etapa |                      |                          |                 |
| Ciclista | Ciclista             | Equipo                   | Tiempo          |
| 1.º | Tim Merlier          | Soudal Quick-Step        | 3 h 31 min 00 s |
| 2.º | David Dekker         | Arkéa-Samsic             | + 0 s           |
| 3.º | Axel Zingle          | Cofidis                  | + 0 s           |
| 4.º | Arne Marit           | Intermarché-Circus-Wanty | + 0 s           |
| 5.º | Kristoffer Halvorsen | Uno-X Pro Cycling Team   | + 0 s           |
| 6.º | Pascal Ackermann     | UAE Team Emirates        | + 0 s           |
| 7.º | Matthew Walls        | Bora-Hansgrohe           | + 0 s           |
| 8.º | Alexander Salby      | Bingoal WB               | + 0 s           |
| 9.º | Max Kanter           | Movistar Team            | + 0 s           |
| 10.º | Rüdiger Selig        | Lotto Dstny              | + 0 s           |

| \| Clasificación general \| Clasificación general \| Clasificación general \| Clasificación general \| Clasificación general \| \| Ciclista \| Ciclista \| Equipo \| Tiempo \| \| \| --------------------- \| --------------------- \| ------------------------------- \| --------------------- \| --------------------- \| \| 1.º \| Tim Merlier \| Soudal Quick-Step \| 3 h 30 min 50 s \| \| \| 2.º \| David Dekker \| Arkéa-Samsic \| + 4 s \| \| \| 3.º \| Jeroen Meijers \| Terengganu Polygon Cycling Team \| + 5 s \| \| \| 4.º \| Axel Zingle \| Cofidis \| + 6 s \| \| \| 5.º \| Rodrigo Álvarez \| Burgos-BH \| + 6 s \| \| \| 6.º \| Arne Marit \| Intermarché-Circus-Wanty \| + 10 s \| \| \| 7.º \| Kristoffer Halvorsen \| Uno-X Pro Cycling Team \| + 10 s \| \| \| 8.º \| Pascal Ackermann \| UAE Team Emirates \| + 10 s \| \| \| 9.º \| Matthew Walls \| Bora-Hansgrohe \| + 10 s \| \| \| 10.º \| Alexander Salby \| Bingoal WB \| + 10 s \| \| |                      |                                 |                 |
| |                      |                                 |                 |
| Fuente: ProCyclingStats |                      |                                 |                 |
| Clasificación general |                      |                                 |                 |
| Ciclista | Ciclista             | Equipo                          | Tiempo          |
| 1.º | Tim Merlier          | Soudal Quick-Step               | 3 h 30 min 50 s |
| 2.º | David Dekker         | Arkéa-Samsic                    | + 4 s           |
| 3.º | Jeroen Meijers       | Terengganu Polygon Cycling Team | + 5 s           |
| 4.º | Axel Zingle          | Cofidis                         | + 6 s           |
| 5.º | Rodrigo Álvarez      | Burgos-BH                       | + 6 s           |
| 6.º | Arne Marit           | Intermarché-Circus-Wanty        | + 10 s          |
| 7.º | Kristoffer Halvorsen | Uno-X Pro Cycling Team          | + 10 s          |
| 8.º | Pascal Ackermann     | UAE Team Emirates               | + 10 s          |
| 9.º | Matthew Walls        | Bora-Hansgrohe                  | + 10 s          |
| 10.º | Alexander Salby      | Bingoal WB                      | + 10 s          |

### 2.ª etapa
| Complejo Deportivo del Sultan Qaboos - Qurayyat | etapa de media montaña | (174 km) |

| \| Clasificación de la etapa \| Clasificación de la etapa \| Clasificación de la etapa \| Clasificación de la etapa \| Clasificación de la etapa \| \| Ciclista \| Ciclista \| Equipo \| Tiempo \| \| \| ------------------------- \| ------------------------- \| ------------------------- \| ------------------------- \| ------------------------- \| \| 1.º \| Jesús Herrada \| Cofidis \| 4 h 21 min 07 s \| \| \| 2.º \| Maxim Van Gils \| Lotto Dstny \| + 0 s \| \| \| 3.º \| Diego Ulissi \| UAE Team Emirates \| + 0 s \| \| \| 4.º \| Matteo Jorgenson \| Movistar Team \| + 0 s \| \| \| 5.º \| Mauri Vansevenant \| Soudal Quick-Step \| + 0 s \| \| \| 6.º \| Alexéi Lutsenko \| Astana Qazaqstan Team \| + 3 s \| \| \| 7.º \| Rémy Rochas \| Cofidis \| + 5 s \| \| \| 8.º \| Cristián Rodríguez \| Arkéa-Samsic \| + 5 s \| \| \| 9.º \| Stan Dewulf \| AG2R Citroën Team \| + 5 s \| \| \| 10.º \| Davide Formolo \| UAE Team Emirates \| + 5 s \| \| |                    |                       |                 |
| |                    |                       |                 |
| Fuente: ProCyclingStats |                    |                       |                 |
| Clasificación de la etapa |                    |                       |                 |
| Ciclista | Ciclista           | Equipo                | Tiempo          |
| 1.º | Jesús Herrada      | Cofidis               | 4 h 21 min 07 s |
| 2.º | Maxim Van Gils     | Lotto Dstny           | + 0 s           |
| 3.º | Diego Ulissi       | UAE Team Emirates     | + 0 s           |
| 4.º | Matteo Jorgenson   | Movistar Team         | + 0 s           |
| 5.º | Mauri Vansevenant  | Soudal Quick-Step     | + 0 s           |
| 6.º | Alexéi Lutsenko    | Astana Qazaqstan Team | + 3 s           |
| 7.º | Rémy Rochas        | Cofidis               | + 5 s           |
| 8.º | Cristián Rodríguez | Arkéa-Samsic          | + 5 s           |
| 9.º | Stan Dewulf        | AG2R Citroën Team     | + 5 s           |
| 10.º | Davide Formolo     | UAE Team Emirates     | + 5 s           |

| \| Clasificación general \| Clasificación general \| Clasificación general \| Clasificación general \| Clasificación general \| \| Ciclista \| Ciclista \| Equipo \| Tiempo \| \| \| --------------------- \| --------------------- \| ---------------------- \| --------------------- \| --------------------- \| \| 1.º \| Jesús Herrada \| Cofidis \| 7 h 51 min 57 s \| \| \| 2.º \| Maxim Van Gils \| Lotto Dstny \| + 4 s \| \| \| 3.º \| Diego Ulissi \| UAE Team Emirates \| + 6 s \| \| \| 4.º \| Mauri Vansevenant \| Soudal Quick-Step \| + 10 s \| \| \| 5.º \| Matteo Jorgenson \| Movistar Team \| + 10 s \| \| \| 6.º \| Alexéi Lutsenko \| Astana Qazaqstan Team \| + 13 s \| \| \| 7.º \| Davide Formolo \| UAE Team Emirates \| + 15 s \| \| \| 8.º \| Lennert Teugels \| Bingoal WB \| + 15 s \| \| \| 9.º \| Niklas Eg \| Uno-X Pro Cycling Team \| + 15 s \| \| \| 10.º \| Harold Tejada \| Astana Qazaqstan Team \| + 15 s \| \| |                   |                        |                 |
| |                   |                        |                 |
| Fuente: ProCyclingStats |                   |                        |                 |
| Clasificación general |                   |                        |                 |
| Ciclista | Ciclista          | Equipo                 | Tiempo          |
| 1.º | Jesús Herrada     | Cofidis                | 7 h 51 min 57 s |
| 2.º | Maxim Van Gils    | Lotto Dstny            | + 4 s           |
| 3.º | Diego Ulissi      | UAE Team Emirates      | + 6 s           |
| 4.º | Mauri Vansevenant | Soudal Quick-Step      | + 10 s          |
| 5.º | Matteo Jorgenson  | Movistar Team          | + 10 s          |
| 6.º | Alexéi Lutsenko   | Astana Qazaqstan Team  | + 13 s          |
| 7.º | Davide Formolo    | UAE Team Emirates      | + 15 s          |
| 8.º | Lennert Teugels   | Bingoal WB             | + 15 s          |
| 9.º | Niklas Eg         | Uno-X Pro Cycling Team | + 15 s          |
| 10.º | Harold Tejada     | Astana Qazaqstan Team  | + 15 s          |

### 3.ª etapa
| Al Khobar - Jabal Haat | etapa escarpada | (152 km) |

| \| Clasificación de la etapa \| Clasificación de la etapa \| Clasificación de la etapa \| Clasificación de la etapa \| Clasificación de la etapa \| \| Ciclista \| Ciclista \| Equipo \| Tiempo \| \| \| ------------------------- \| ------------------------- \| ------------------------- \| ------------------------- \| ------------------------- \| \| 1.º \| Matteo Jorgenson \| Movistar Team \| 3 h 33 min 51 s \| \| \| 2.º \| Mauri Vansevenant \| Soudal Quick-Step \| + 2 s \| \| \| 3.º \| Geoffrey Bouchard \| AG2R Citroën Team \| + 3 s \| \| \| 4.º \| Cristián Rodríguez \| Arkéa-Samsic \| + 3 s \| \| \| 5.º \| Cian Uijtdebroeks \| Bora-Hansgrohe \| + 3 s \| \| \| 6.º \| Victor Langellotti \| Burgos-BH \| + 3 s \| \| \| 7.º \| Harold Tejada \| Astana Qazaqstan Team \| + 7 s \| \| \| 8.º \| Diego Ulissi \| UAE Team Emirates \| + 9 s \| \| \| 9.º \| Maxim Van Gils \| Lotto Dstny \| + 11 s \| \| \| 10.º \| Jesús Herrada \| Cofidis \| + 16 s \| \| |                    |                       |                 |
| |                    |                       |                 |
| Fuente: ProCyclingStats |                    |                       |                 |
| Clasificación de la etapa |                    |                       |                 |
| Ciclista | Ciclista           | Equipo                | Tiempo          |
| 1.º | Matteo Jorgenson   | Movistar Team         | 3 h 33 min 51 s |
| 2.º | Mauri Vansevenant  | Soudal Quick-Step     | + 2 s           |
| 3.º | Geoffrey Bouchard  | AG2R Citroën Team     | + 3 s           |
| 4.º | Cristián Rodríguez | Arkéa-Samsic          | + 3 s           |
| 5.º | Cian Uijtdebroeks  | Bora-Hansgrohe        | + 3 s           |
| 6.º | Victor Langellotti | Burgos-BH             | + 3 s           |
| 7.º | Harold Tejada      | Astana Qazaqstan Team | + 7 s           |
| 8.º | Diego Ulissi       | UAE Team Emirates     | + 9 s           |
| 9.º | Maxim Van Gils     | Lotto Dstny           | + 11 s          |
| 10.º | Jesús Herrada      | Cofidis               | + 16 s          |

| \| Clasificación general \| Clasificación general \| Clasificación general \| Clasificación general \| Clasificación general \| \| Ciclista \| Ciclista \| Equipo \| Tiempo \| \| \| --------------------- \| --------------------- \| --------------------- \| --------------------- \| --------------------- \| \| 1.º \| Matteo Jorgenson \| Movistar Team \| 11 h 25 min 48 s \| \| \| 2.º \| Mauri Vansevenant \| Soudal Quick-Step \| + 6 s \| \| \| 3.º \| Geoffrey Bouchard \| AG2R Citroën Team \| + 14 s \| \| \| 4.º \| Diego Ulissi \| UAE Team Emirates \| + 15 s \| \| \| 5.º \| Maxim Van Gils \| Lotto Dstny \| + 15 s \| \| \| 6.º \| Jesús Herrada \| Cofidis \| + 16 s \| \| \| 7.º \| Victor Langellotti \| Burgos-BH \| + 18 s \| \| \| 8.º \| Cian Uijtdebroeks \| Bora-Hansgrohe \| + 18 s \| \| \| 9.º \| Cristián Rodríguez \| Arkéa-Samsic \| + 18 s \| \| \| 10.º \| Harold Tejada \| Astana Qazaqstan Team \| + 22 s \| \| |                    |                       |                  |
| |                    |                       |                  |
| Fuente: ProCyclingStats |                    |                       |                  |
| Clasificación general |                    |                       |                  |
| Ciclista | Ciclista           | Equipo                | Tiempo           |
| 1.º | Matteo Jorgenson   | Movistar Team         | 11 h 25 min 48 s |
| 2.º | Mauri Vansevenant  | Soudal Quick-Step     | + 6 s            |
| 3.º | Geoffrey Bouchard  | AG2R Citroën Team     | + 14 s           |
| 4.º | Diego Ulissi       | UAE Team Emirates     | + 15 s           |
| 5.º | Maxim Van Gils     | Lotto Dstny           | + 15 s           |
| 6.º | Jesús Herrada      | Cofidis               | + 16 s           |
| 7.º | Victor Langellotti | Burgos-BH             | + 18 s           |
| 8.º | Cian Uijtdebroeks  | Bora-Hansgrohe        | + 18 s           |
| 9.º | Cristián Rodríguez | Arkéa-Samsic          | + 18 s           |
| 10.º | Harold Tejada      | Astana Qazaqstan Team | + 22 s           |

### 4.ª etapa
| Izki - Yitti Hills | etapa escarpada | (205 km) |

| \| Clasificación de la etapa \| Clasificación de la etapa \| Clasificación de la etapa \| Clasificación de la etapa \| Clasificación de la etapa \| \| Ciclista \| Ciclista \| Equipo \| Tiempo \| \| \| ------------------------- \| ------------------------- \| ------------------------- \| ------------------------- \| ------------------------- \| \| 1.º \| Diego Ulissi \| UAE Team Emirates \| 4 h 36 min 48 s \| \| \| 2.º \| Axel Zingle \| Cofidis \| + 0 s \| \| \| 3.º \| Ide Schelling \| Bora-Hansgrohe \| + 0 s \| \| \| 4.º \| Jordi Warlop \| Soudal Quick-Step \| + 0 s \| \| \| 5.º \| Louis Bendixen \| Uno-X Pro Cycling Team \| + 0 s \| \| \| 6.º \| Jenthe Biermans \| Arkéa-Samsic \| + 0 s \| \| \| 7.º \| Andrea Vendrame \| AG2R Citroën Team \| + 0 s \| \| \| 8.º \| Maxim Van Gils \| Lotto Dstny \| + 0 s \| \| \| 9.º \| Jesús Herrada \| Cofidis \| + 0 s \| \| \| 10.º \| Alexéi Lutsenko \| Astana Qazaqstan Team \| + 0 s \| \| |                 |                        |                 |
| |                 |                        |                 |
| Fuente: ProCyclingStats |                 |                        |                 |
| Clasificación de la etapa |                 |                        |                 |
| Ciclista | Ciclista        | Equipo                 | Tiempo          |
| 1.º | Diego Ulissi    | UAE Team Emirates      | 4 h 36 min 48 s |
| 2.º | Axel Zingle     | Cofidis                | + 0 s           |
| 3.º | Ide Schelling   | Bora-Hansgrohe         | + 0 s           |
| 4.º | Jordi Warlop    | Soudal Quick-Step      | + 0 s           |
| 5.º | Louis Bendixen  | Uno-X Pro Cycling Team | + 0 s           |
| 6.º | Jenthe Biermans | Arkéa-Samsic           | + 0 s           |
| 7.º | Andrea Vendrame | AG2R Citroën Team      | + 0 s           |
| 8.º | Maxim Van Gils  | Lotto Dstny            | + 0 s           |
| 9.º | Jesús Herrada   | Cofidis                | + 0 s           |
| 10.º | Alexéi Lutsenko | Astana Qazaqstan Team  | + 0 s           |

| \| Clasificación general \| Clasificación general \| Clasificación general \| Clasificación general \| Clasificación general \| \| Ciclista \| Ciclista \| Equipo \| Tiempo \| \| \| --------------------- \| --------------------- \| ------------------------ \| --------------------- \| --------------------- \| \| 1.º \| Matteo Jorgenson \| Movistar Team \| 16 h 02 min 36 s \| \| \| 2.º \| Diego Ulissi \| UAE Team Emirates \| + 5 s \| \| \| 3.º \| Mauri Vansevenant \| Soudal Quick-Step \| + 5 s \| \| \| 4.º \| Geoffrey Bouchard \| AG2R Citroën Team \| + 14 s \| \| \| 5.º \| Maxim Van Gils \| Lotto Dstny \| + 15 s \| \| \| 6.º \| Jesús Herrada \| Cofidis \| + 16 s \| \| \| 7.º \| Rein Taaramäe \| Intermarché-Circus-Wanty \| + 18 s \| \| \| 8.º \| Victor Langellotti \| Burgos-BH \| + 18 s \| \| \| 9.º \| Cian Uijtdebroeks \| Bora-Hansgrohe \| + 18 s \| \| \| 10.º \| Cristián Rodríguez \| Arkéa-Samsic \| + 18 s \| \| |                    |                          |                  |
| |                    |                          |                  |
| Fuente: ProCyclingStats |                    |                          |                  |
| Clasificación general |                    |                          |                  |
| Ciclista | Ciclista           | Equipo                   | Tiempo           |
| 1.º | Matteo Jorgenson   | Movistar Team            | 16 h 02 min 36 s |
| 2.º | Diego Ulissi       | UAE Team Emirates        | + 5 s            |
| 3.º | Mauri Vansevenant  | Soudal Quick-Step        | + 5 s            |
| 4.º | Geoffrey Bouchard  | AG2R Citroën Team        | + 14 s           |
| 5.º | Maxim Van Gils     | Lotto Dstny              | + 15 s           |
| 6.º | Jesús Herrada      | Cofidis                  | + 16 s           |
| 7.º | Rein Taaramäe      | Intermarché-Circus-Wanty | + 18 s           |
| 8.º | Victor Langellotti | Burgos-BH                | + 18 s           |
| 9.º | Cian Uijtdebroeks  | Bora-Hansgrohe           | + 18 s           |
| 10.º | Cristián Rodríguez | Arkéa-Samsic             | + 18 s           |

### 5.ª etapa
| Samail - Sierra de Jabal Akhdar | etapa de media montaña | (152 km) |

| \| Clasificación de la etapa \| Clasificación de la etapa \| Clasificación de la etapa \| Clasificación de la etapa \| Clasificación de la etapa \| \| Ciclista \| Ciclista \| Equipo \| Tiempo \| \| \| ------------------------- \| ------------------------- \| ------------------------- \| ------------------------- \| ------------------------- \| \| 1.º \| Mauri Vansevenant \| Soudal Quick-Step \| 3 h 53 min 51 s \| \| \| 2.º \| Matteo Jorgenson \| Movistar Team \| + 0 s \| \| \| 3.º \| Geoffrey Bouchard \| AG2R Citroën Team \| + 12 s \| \| \| 4.º \| Rein Taaramäe \| Intermarché-Circus-Wanty \| + 22 s \| \| \| 5.º \| Maxim Van Gils \| Lotto Dstny \| + 37 s \| \| \| 6.º \| Diego Ulissi \| UAE Team Emirates \| + 37 s \| \| \| 7.º \| Cristián Rodríguez \| Arkéa-Samsic \| + 58 s \| \| \| 8.º \| Jesús Herrada \| Cofidis \| + 58 s \| \| \| 9.º \| Carlos Verona \| Movistar Team \| + 1 min 00 s \| \| \| 10.º \| Cian Uijtdebroeks \| Bora-Hansgrohe \| + 1 min 12 s \| \| |                    |                          |                 |
| |                    |                          |                 |
| Fuente: ProCyclingStats |                    |                          |                 |
| Clasificación de la etapa |                    |                          |                 |
| Ciclista | Ciclista           | Equipo                   | Tiempo          |
| 1.º | Mauri Vansevenant  | Soudal Quick-Step        | 3 h 53 min 51 s |
| 2.º | Matteo Jorgenson   | Movistar Team            | + 0 s           |
| 3.º | Geoffrey Bouchard  | AG2R Citroën Team        | + 12 s          |
| 4.º | Rein Taaramäe      | Intermarché-Circus-Wanty | + 22 s          |
| 5.º | Maxim Van Gils     | Lotto Dstny              | + 37 s          |
| 6.º | Diego Ulissi       | UAE Team Emirates        | + 37 s          |
| 7.º | Cristián Rodríguez | Arkéa-Samsic             | + 58 s          |
| 8.º | Jesús Herrada      | Cofidis                  | + 58 s          |
| 9.º | Carlos Verona      | Movistar Team            | + 1 min 00 s    |
| 10.º | Cian Uijtdebroeks  | Bora-Hansgrohe           | + 1 min 12 s    |

## Clasificaciones finales
- Las clasificaciones finalizaron de la siguiente forma:[3]

### Clasificación general
| \| Clasificación general \| Clasificación general \| Clasificación general \| Clasificación general \| Clasificación general \| \| Ciclista \| Ciclista \| Equipo \| Tiempo \| \| \| --------------------- \| --------------------- \| ------------------------ \| --------------------- \| --------------------- \| \| 1.º \| Matteo Jorgenson \| Movistar Team \| 19 h 56 min 21 s \| \| \| 2.º \| Mauri Vansevenant \| Soudal Quick-Step \| + 1 s \| \| \| 3.º \| Geoffrey Bouchard \| AG2R Citroën Team \| + 28 s \| \| \| 4.º \| Rein Taaramäe \| Intermarché-Circus-Wanty \| + 46 s \| \| \| 5.º \| Diego Ulissi \| UAE Team Emirates \| + 48 s \| \| \| 6.º \| Maxim Van Gils \| Lotto Dstny \| + 58 s \| \| \| 7.º \| Jesús Herrada \| Cofidis \| + 1 min 20 s \| \| \| 8.º \| Cristián Rodríguez \| Arkéa-Samsic \| + 1 min 22 s \| \| \| 9.º \| Cian Uijtdebroeks \| Bora-Hansgrohe \| + 1 min 36 s \| \| \| 10.º \| Carlos Verona \| Movistar Team \| + 1 min 37 s \| \| |                    |                          |                  |
| |                    |                          |                  |
| Fuente: ProCyclingStats |                    |                          |                  |
| Clasificación general |                    |                          |                  |
| Ciclista | Ciclista           | Equipo                   | Tiempo           |
| 1.º | Matteo Jorgenson   | Movistar Team            | 19 h 56 min 21 s |
| 2.º | Mauri Vansevenant  | Soudal Quick-Step        | + 1 s            |
| 3.º | Geoffrey Bouchard  | AG2R Citroën Team        | + 28 s           |
| 4.º | Rein Taaramäe      | Intermarché-Circus-Wanty | + 46 s           |
| 5.º | Diego Ulissi       | UAE Team Emirates        | + 48 s           |
| 6.º | Maxim Van Gils     | Lotto Dstny              | + 58 s           |
| 7.º | Jesús Herrada      | Cofidis                  | + 1 min 20 s     |
| 8.º | Cristián Rodríguez | Arkéa-Samsic             | + 1 min 22 s     |
| 9.º | Cian Uijtdebroeks  | Bora-Hansgrohe           | + 1 min 36 s     |
| 10.º | Carlos Verona      | Movistar Team            | + 1 min 37 s     |

### Clasificación de  puntos
| Clasificación por puntos | Clasificación por puntos | Clasificación por puntos | Clasificación por puntos | Clasificación por puntos |
| Ciclista                 | Ciclista                 | Equipo                   | Puntos                   |                          |
| ------------------------ | ------------------------ | ------------------------ | ------------------------ | ------------------------ |
| 1.º                      | Matteo Jorgenson         | Movistar Team            | 34 pts                   |                          |
| 2.º                      | Mauri Vansevenant        | Soudal Quick-Step        | 33 pts                   |                          |
| 3.º                      | Diego Ulissi             | UAE Team Emirates        | 31 pts                   |                          |
| 4.º                      | Maxim Van Gils           | Lotto Dstny              | 22 pts                   |                          |
| 5.º                      | Axel Zingle              | Cofidis                  | 21 pts                   |                          |
| 6.º                      | Jesús Herrada            | Cofidis                  | 20 pts                   |                          |
| 7.º                      | Geoffrey Bouchard        | AG2R Citroën Team        | 18 pts                   |                          |
| 8.º                      | Tim Merlier              | Soudal Quick-Step        | 17 pts                   |                          |
| 9.º                      | Cristián Rodríguez       | Arkéa-Samsic             | 14 pts                   |                          |
| 10.º                     | David Dekker             | Arkéa-Samsic             | 12 pts                   |                          |

### Clasificación de los jóvenes
| Clasificación del mejor joven | Clasificación del mejor joven | Clasificación del mejor joven | Clasificación del mejor joven | Clasificación del mejor joven |
| Ciclista                      | Ciclista                      | Equipo                        | Tiempo                        |                               |
| ----------------------------- | ----------------------------- | ----------------------------- | ----------------------------- | ----------------------------- |
| 1.º                           | Matteo Jorgenson              | Movistar Team                 | 19 h 56 min 21 s              |                               |
| 2.º                           | Mauri Vansevenant             | Soudal Quick-Step             | + 1 s                         |                               |
| 3.º                           | Maxim Van Gils                | Lotto Dstny                   | + 58 s                        |                               |
| 4.º                           | Cian Uijtdebroeks             | Bora-Hansgrohe                | + 1 min 36 s                  |                               |
| 5.º                           | Sylvain Moniquet              | Lotto Dstny                   | + 2 min 44 s                  |                               |
| 6.º                           | Michel Ries                   | Arkéa-Samsic                  | + 3 min 27 s                  |                               |
| 7.º                           | Ide Schelling                 | Bora-Hansgrohe                | + 5 min 38 s                  |                               |
| 8.º                           | Magnus Kulset                 | Uno-X Pro Cycling Team        | + 5 min 41 s                  |                               |
| 9.º                           | Pablo Castrillo               | Equipo Kern Pharma            | + 6 min 01 s                  |                               |
| 10.º                          | Embret Svestad-Bårdseng       | Human Powered Health          | + 6 min 35 s                  |                               |

### Clasificación por equipos
| Clasificación por equipos | Clasificación por equipos | Clasificación por equipos | Clasificación por equipos |
| Equipo                    | Equipo                    | Tiempo                    |                           |
| ------------------------- | ------------------------- | ------------------------- | ------------------------- |
| 1.º                       | Bora-Hansgrohe            | 59 h 55 min 12 s          |                           |
| 2.º                       | Soudal Quick-Step         | + 2 min 36 s              |                           |
| 3.º                       | Intermarché-Circus-Wanty  | + 2 min 46 s              |                           |
| 4.º                       | Arkéa-Samsic              | + 2 min 47 s              |                           |
| 5.º                       | AG2R Citroën Team         | + 4 min 52 s              |                           |

## Evolución de las clasificaciones
| Etapa                   |                         | Ganador _         | Clasificación general | Puntos           | Jóvenes          | Combatividad     | Equipo _          |
| ----------------------- | ----------------------- | ----------------- | --------------------- | ---------------- | ---------------- | ---------------- | ----------------- |
| 1.ª etapa               | etapa llana             | Tim Merlier       | Tim Merlier           | Tim Merlier      | David Dekker     | Jeroen Meijers   | UAE Team Emirates |
| 2.ª etapa               | etapa de media montaña  | Jesús Herrada     | Jesús Herrada         | Jesús Herrada    | Maxim Van Gils   | Jeroen Meijers   | Burgos-BH         |
| 3.ª etapa               | etapa escarpada         | Matteo Jorgenson  | Matteo Jorgenson      | Matteo Jorgenson | Matteo Jorgenson | Jeroen Meijers   | Bora-Hansgrohe    |
| 4.ª etapa               | etapa escarpada         | Diego Ulissi      | Matteo Jorgenson      | Diego Ulissi     | Matteo Jorgenson | Fredrik Dversnes | Bora-Hansgrohe    |
| 5.ª etapa               | etapa de media montaña  | Mauri Vansevenant | Matteo Jorgenson      | Matteo Jorgenson | Matteo Jorgenson | Fredrik Dversnes | Bora-Hansgrohe    |
| Clasificaciones finales | Clasificaciones finales |                   | Matteo Jorgenson      | Matteo Jorgenson | Matteo Jorgenson | Fredrik Dversnes | Bora-Hansgrohe    |

## Ciclistas participantes y posiciones finales
Convenciones:
- AB-N: Abandono en la etapa "N"
- FLT-N: Retiro por arribo fuera del límite de tiempo en la etapa "N"
- NTS-N: No tomó la salida para la etapa "N"
- DES-N: Descalificado o expulsado en la etapa "N"

## UCI World Ranking
El Tour de Omán otorgó puntos para el UCI World Ranking para corredores de los equipos en las categorías UCI WorldTeam, UCI ProTeam y Continental. Las siguientes tablas son el baremo de puntuación y los diez corredores que obtuvieron más puntos:
| Posición              | 1.º | 2.º | 3.º | 4.º | 5.º | 6.º | 7.º | 8.º | 9.º | 10.º | 11.º | 12.º | 13.º | 14.º | 15.º | 16.º-30.º | 31.º-40.º |
| Clasificación general | 200 | 150 | 125 | 100 | 85  | 70  | 60  | 50  | 40  | 35   | 30   | 25   | 20   | 15   | 10   | 5         | 3         |
| Por etapa             | 20  | 15  | 10  | 5   | 3   |     |     |     |     |      |      |      |      |      |      |           |           |
| Líder                 | 5   |     |     |     |     |     |     |     |     |      |      |      |      |      |      |           |           |

| Clasificación |                    |                          |         |       |       |       |
| Posición      | Ciclista           | Equipo                   | General | Etapa | Líder | Total |
| ------------- | ------------------ | ------------------------ | ------- | ----- | ----- | ----- |
| 1.º           | Matteo Jorgenson   | Movistar                 | 200     | 40    | 10    | 250   |
| 2.º           | Mauri Vansevenant  | Soudal Quick-Step        | 150     | 38    | -     | 188   |
| 3.º           | Geoffrey Bouchard  | AG2R Citroën             | 125     | 20    | -     | 145   |
| 4.º           | Diego Ulissi       | UAE Emirates             | 85      | 30    | -     | 115   |
| 5.º           | Rein Taaramäe      | Intermarché-Circus-Wanty | 100     | 5     | -     | 105   |
| 6.º           | Maxim Van Gils     | Lotto Dstny              | 70      | 18    | -     | 88    |
| 7.º           | Jesús Herrada      | Cofidis                  | 60      | 20    | 5     | 85    |
| 8.º           | Cristián Rodríguez | Arkéa Samsic             | 50      | 5     | -     | 55    |
| 9.º           | Cian Uijtdebroeks  | Bora-Hansgrohe           | 40      | 3     | -     | 43    |
| 10.º          | Carlos Verona      | Movistar                 | 35      | -     | -     | 35    |